# レジー・ワークマン

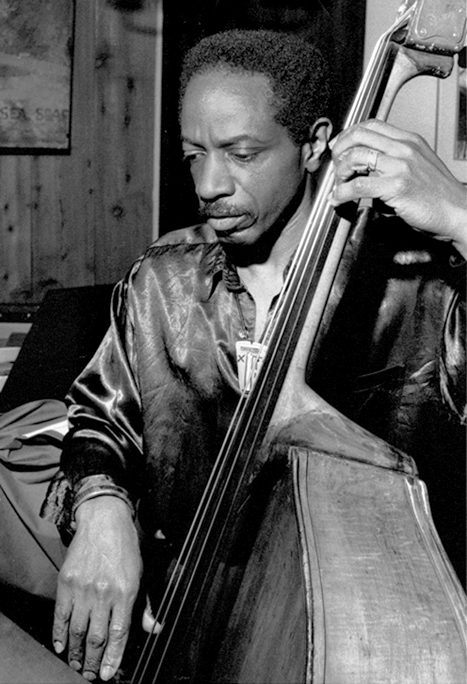
バッハ・ダンシング・アンド・ダイナマイト・ソサエティでのレジー・ワークマン。カリフォルニア州ハーフムーン・ベイ（1989年4月2日）

レジー・ワークマン（Reggie Workman、1937年6月26日 - ）は、アメリカ合衆国ペンシルベニア州フィラデルフィア出身のモダン・ジャズのダブルベース奏者。

## 略歴
ジジ・グライス、ロイ・ヘインズ、レッド・ガーランドのグループの一員として活動を始め、1961年にスティーヴ・デイヴィスの代わりにジョン・コルトレーンのカルテットに加わった。ヴィレッジ・ヴァンガードでのライブなどにも参加した。
コルトレーンのグループを退団した後は、ジェームズ・ムーディ、アート・ブレイキーやハービー・マン、アーチー・シェップ、リー・モーガンといったプレイヤーの録音に参加した。日本の日野皓正のグループにも在籍したことがある。
現在、彼はニューヨークにあるニュースクール大学ジャズ科（The New School of Jazz and Contemporary Music）の教授を務めている。

## ディスコグラフィ

### リーダー・アルバム
- Conversation (1977年) ※with セシル・ブリッジウォーター、スライド・ハンプトン、ジョージ・アダムズ、アルバート・デイリー、マイケル・カーヴィン、ローレンス・キリアン
- The Super Jazz Trio (1978年、Baystate)
- Something Tasty (1979年、Baystate)
- The Standard (1980年、Baystate)
- Synthesis (1986年、Leo)
- Gaia (1987年、Leo)
- Images (1989年、Music & Arts)
- 『サミット・コンフェランス』 - Summit Conference (1993年、Postcards)
- Cerebral Caverns (1995年、Postcards)
- Altered Spaces (2000年、Leo)

### トリオ・トランジション
- 『トリオ・トランジション』 - Trio Transition (1987年、DIW)
- 『トリオ・トランジション・ウィズ・スペシャル・ゲスト:オリヴァー・レイク』 - Trio Transition with Special Guest Oliver Lake (1988年、DIW)

### トリオ3
- Live in Willisau (1997年、Dizim)
- Encounter (2000年、Passin' Thru)
- Open Ideas (2002年、Palmetto)
- Time Being (2006年、Intakt)
- Wha's Nine: Live at the Sunset (2008年、Marge)
- Berne Concert (2009年、Intakt) ※with イレーネ・シュヴァイツァー
- At This Time (2009年、Intakt)
- Celebrating Mary Lou Williams–Live at Birdland New York (2011年、Intakt) ※with ジェリ・アレン
- Refraction – Breakin' Glass (2013年、Intakt)
- Wiring (2014年、Intakt)
- Visiting Texture (2017年、Intakt)